# Ivan Turjanica
Ivan Ivanovič Turjanica (ukrajinsky Іван Іванович Туряниця, 25. května 1901 – 27. března 1955) byl československý a sovětský politik ukrajinské národnosti, v letech 1946–1948 první tajemník Zakarpatského oblastního výboru Komunistické strany bolševiků Ukrajiny.

## Mládí

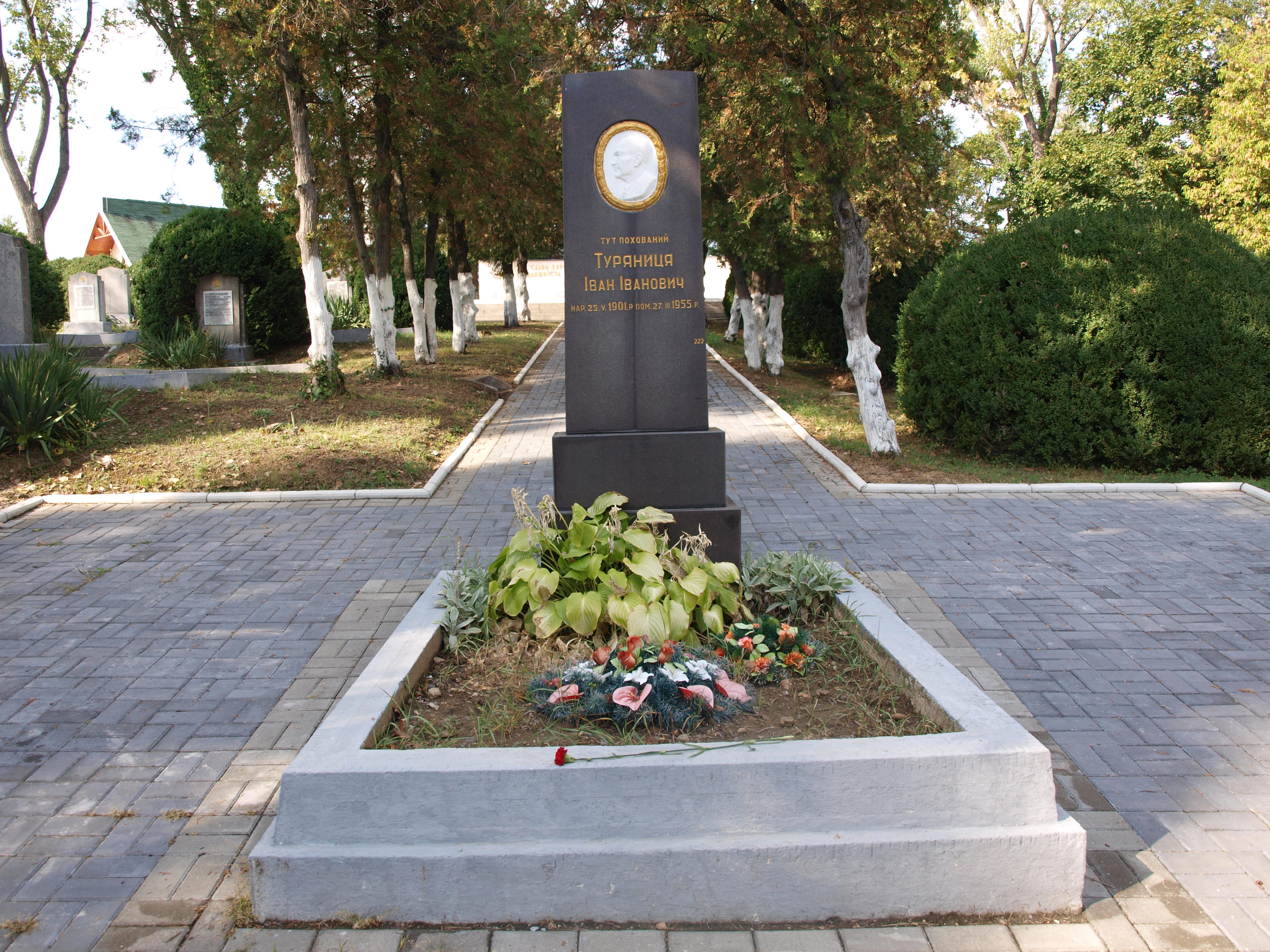
Hrob v Užhorodě

Za první světové války působil v rakousko-uherské armádě. V roce 1919 vstoupil do jednotek Maďarské republiky rad, po jejíž porážce byl zajat. V letech 1924–1925 působil v Československé armádě.

## Kariéra
V roce 1925 vstoupil do Komunistické strany Československa. Ve 30. letech působil jako vedoucí tajemník Podkarpatské oblastní organizace KSČ. Po okupaci Československa v březnu 1939 se stal předsedou Komunistické strany Zakarpatské Ukrajiny v rámci ilegálního vedení KSČ. Po obsazení Podkarpatské Rusi Maďarskem emigroval do Sovětského svazu. Vstoupil do 1. československého armádního sboru v čele s generálem Ludvíkem Svobodou. Byl účastníkem bojů Karpatsko-dukelské operace. Po vstupu Rudé armády na Podkarpatskou Rus začal v rámci NKVD organizovat zájem na připojení regionu k Sovětské Ukrajině. V roce 1944 se stal předsedou Národní rady Zakarpatské Ukrajiny, která zahájila masivní kampaň za právní oddělení Podkarpatské Rusi z Československa.
Poté až do své smrti v roce 1955 působil v čele oblastního výboru Zakarpatské oblasti a zasedal v Nejvyšším sovětu Sovětského svazu.